# Feldkirchen in Kärnten

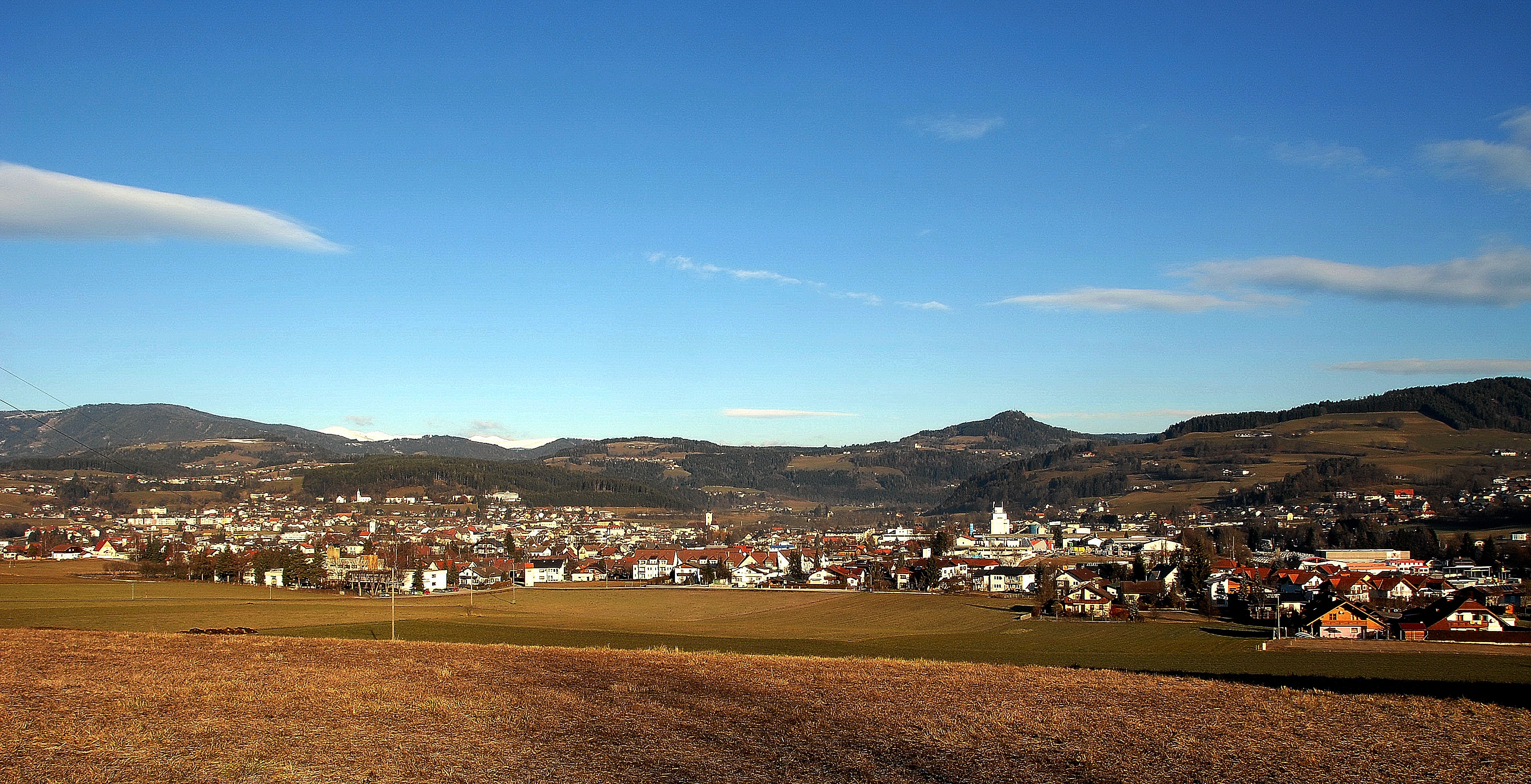
Feldkirchen in Kärnten.

Feldkirchen in Kärnten (slovenska: Trg) är en stadskommun i distriktet Feldkirchen i förbundslandet Kärnten i Österrike. Kommunen har 14 427 invånare (2024).

## Orter
Kommunen består av 86 orter (Ortschaften) (inom parentes invånarantal 1 januari 2024):

- Adriach (11)
- Agsdorf-Gegend (9)
- Aich (15)
- Albern (38)
- Alpen (7)
- Briefelsdorf (238)
- Buchscheiden (117)
- Bösenlacken (110)
- Debar (35)
- Dellach (158)
- Dietrichstein (9)
- Dobra (20)
- Dolintschig (53)
- Eberdorf (27)
- Egg (59)
- Elbling (23)
- Farcha (43)
- Fasching (9)
- Feistritz (210)
- Feldkirchen in Kärnten (2 863)
- Förolach (17)
- Glan (108)
- Glanblick (93)
- Glanhofen (257)
- Gradisch (10)
- Guttaring (18)
- Haiden (441)
- Hart (47)
- Höfling (303)
- Ingelsdorf (98)
- Kallitsch (63)
- Klachl (58)
- Klausen (53)
- Klein St. Veit (123)
- Kofl (14)
- Krahberg (277)
- Kreuth (38)
- Laboisen (434)
- Lang (30)
- Leinig (104)
- Leiten (73)
- Lendorf (93)
- Liebetig (114)
- Lindl (813)
- Maltschach (87)
- Markstein (530)
- Mattersdorf (58)
- Metzing (186)
- Micheldorf (154)
- Naßweg (56)
- Niederdorf (79)
- Oberglan (454)
- Pernegg (31)
- Persching (48)
- Poitschach (32)
- Poitschach-Baracke (0)
- Poitschachgraben (4)
- Pollenitz (18)
- Powirtschach (93)
- Praschig (3)
- Prägrad (87)
- Pökelitz (2)
- Rabensdorf (192)
- Radweg (297)
- Raunach (41)
- Rennweg (6)
- Rottendorf (127)
- St. Martin (262)
- St. Nikolai (145)
- St. Ruprecht (943)
- St. Stefan (113)
- St. Ulrich (589)
- Seitenberg (85)
- Sittich (105)
- Sonnrain (186)
- Stocklitz (103)
- Strußnighof (6)
- Tramoitschig (164)
- Tschwarzen (95)
- Unterberg (51)
- Untere Glan (82)
- Unterrain (53)
- Wachsenberg (29)
- Waiern (1 051)
- Weit (35)
- Zingelsberg (12)